# Strömmar av levande vatten
Strömmar av levande vatten är en körsång med text och musik från 1960 av Sidney E. Cox.

## Publicerad i
- Frälsningsarméns sångbok 1968 som nr 9 i körsångsdelen under rubriken "Bön".
- Frälsningsarméns sångbok 1990 som nr 769 under rubriken "Bön".